# 1895 en Grèce
Chronologie de la Grèce
- 1891
- 1892
- 1893
- 1894
- 1895
- 1896
- 1897
- 1898
- 1899

Cette page concerne les évènements survenus en 1895 en Grèce  :

## Évènement
- 16 avril : Élections législatives

## Création
- Athens News Agency, agence de presse.
- Club de tennis d'Athènes (en)
- Caves à vin grecques (en)
- Stations Monastiráki et Omónia de la ligne 1 du métro d'Athènes

## Naissance
- Sophie Antoniadis, philologue et historienne.
- Anastásios Dalípis (el), militaire et personnalité politique.
- Iríni Galanoú (el), écrivaine.
- Georges Kosmadópoulos (el), peintre.
- Áris Maliagrós (el), acteur.
- Stamátis Merkoúris (el), militaire et personnalité politique.

## Décès
- Andréas Koundouriótis (el), diplomate.
- Dionýsios Márgaris (el), écrivain et poète.
- Achilléas Paráschos (el), poète.
- Spyrídon Prosaléndis (el), peintre.